# داراتسوس (هانيا)
داراتسوس (Δαράτσος) هي مدينة في خانيا في اليونان.
يبلغ عدد سكانها حوالي 3938 نسمة.